# 新ハムレット
『新ハムレット』（しんハムレット）は、太宰治の戯曲風の小説。シェイクスピアの『ハムレット』の近代的翻案、あるいはパロディ。
1941年（昭和16年）7月2日、文藝春秋社より刊行された。定価は1円70銭。著者にとって最初の書き下ろし長編小説である。

## 執筆の背景・時期
はしがきに太宰は次のように書き記している。「此の作品を書くに当り、坪内博士訳の『ハムレツト』と、それから、浦口文治氏著の『新評註ハムレツト』だけを、一とほり読んでみた。浦口氏の『新評註ハムレット』には、原文も全部載つてゐるので、辞書を片手に、大骨折りで読んでみた。」
ここで言っているのは、『新修シェークスピヤ全集 第二十七巻 ハムレット』（中央公論社、1933年9月20日、坪内逍遥訳）と、浦口文治著『新評註ハムレツト Shakespeare's Hamlet as seen by the Elizabethan Audience』（三省堂、1932年10月22日）である。なお後者は妻美知子の蔵書であった。
本書は1941年（昭和16年）2月1日に起稿され、5月末に完成した。
井伏鱒二への手紙に「この作品は戯曲の形式をとっていますが、新しい小説のつもりで書きました」という趣旨のことを書いており、「はしがき」でも、「これは、謂（い）わば LESEDRAMA ふうの、小説だと思っていただきたい」とレーゼドラマを意識した作品であることを言明している。

## 上演
- 本書が出版されると、「新演劇研究会」にいた芥川比呂志、加藤道夫らは何度も繰り返して読み、上演について熱心に検討したという。1946年初夏、芥川は上演の許可を求めるために青森県金木町まで太宰を訪ね、許可を得るが実現はしなかった[5]。
- 1948年（昭和23年）12月14日から23日まで、脚色宮田輝明、演出加納浩により『亡霊失格』の題で読売ホールにて上演された[6]。
- 劇団シェイクスピア・シアターによって上演されている。
- 2008年（平成20年）12月、外輪能隆の演出により静岡県舞台芸術センター（SPAC）で上演された。
- 2023年（令和5年）6月、五戸真理枝の演出台本により、「新ハムレット～太宰治、シェイクスピアを乗っとる!?～[7]」のタイトルでPARCO劇場他で上演されている。

## 内容
はしがき
坪内逍遥らの訳を参考にしたこと、オリジナルへの敬意表明、読者への再読の推奨などが語られる。
一 エルシノア王城 城内の大広間
ハムレットが大学に行きたがるが、新王はホレイショを呼ぶことによって、それを止める。
二 ポローニヤス邸の一室
オフィーリアとその兄レヤチーズのやりとり。ハムレットに惚れるな、と兄が妹に釘を刺す。ここでレヤチーズの口から語られるハムレットの人物像（何でも巧くこなすが、情熱的になれない、人心を見透かしたような青年像）は、『人間失格』の葉蔵に似ている。ここはオリジナルとの違いと言えよう。
ポローニヤスが登場して、レヤチーズに、大学生活での心得を言い渡す。レヤチーズが去った後のオフィーリアと父のやりとり。
三 高台
ホレイショとハムレットのやりとり。先王の幽霊が出るという噂が大学に広まっていることが報告される。「母は総入歯」というコミカルな台詞もあるのがオリジナルとの違い。
四 王妃の居間
王妃とホレイショのやりとり。王が途中から入ってきてオフィーリアの妊娠騒ぎ。
五 廊下
ポローニヤスとハムレットのやりとり。途中からホレイショが入ってきて、妊娠騒ぎに照れるハムレットと組打ちを始める。ポローニヤスは幽霊騒ぎを信じている。
六 庭園
オフィーリアと王妃のやりとり。原作にも登場する「紫蘭のみだらな呼び名」についての台詞がある。
七 城内の一室
先王殺しの容疑のある王の反応を見るために、ポローニヤス、ハムレット、レヤチーズらが、王殺しに似た状況の朗読劇『迎え火』を演じて見せる。この朗読劇は、クリスティーナ・ロセッティの『時と亡霊』を太宰なりに潤色したものである。
朗読を聴いた王妃は怒り、王は喜んでいるように見える。
八 王の居間
王とポローニヤスのやりとり。オリジナルと違って、ポローニヤスを殺すのは王である。
九 城の大広間
ハムレットとオフィーリアのやりとり。王がやってきたので、オフィーリアを逃がす。
戦争が始まり、レヤチーズは死ぬ。そのことを王は知らせに来たのだが、ハムレットは、王がポローニヤスを殺したことを察する。そのとき、王妃の入水自殺を知らせに、ホレイショがやってくる。